# Punt del Mitjotes
El Punt del Mitjotes és una muntanya de 229 metres que es troba al municipi de Vilanova i la Geltrú, a la comarca del Garraf. Està situat entre el Torrent de la Pastera, a l'est, i el Fondo de les Mesquites, a l'oest, així com al sud del Mas de l'Artís. Al segle xviii aquest lloc es coneixa amb el nom de la muntanya d'en Giralt, mentre que més antigament segurament s'anomenava serra Llobatera. El primer document amb el nom actual és del 1897. No es coneix l'origen del nom ni a qui anava dedicat aquest sobrenom.